# Hươu đỏ đảo Corse
Hươu đỏ đảo Corsica (Danh pháp khoa học: Cervus elaphus corsicanus Erxleben, 1777), còn được gọi đơn giản là hươu Corsica hay hươu Sardinia, là một phân loài của hươu đỏ (Cervus elaphus) và là loài đặc hữu của hòn đảo Địa Trung Hải ở Sardinia và Corsica thuộc nước Pháp.

## Đặc điểm
Hươu đỏ Corsica là nhỏ hơn so với hầu hết trong số 16 phân loài hươu đỏ, chúng có chân ngắn hơn để tranh giành việc leo trèo tốt hơn lên sườn núi và một cái đuôi dài hơn giúp gia tăng khả năng thăng bằng khi trẻo. Gạc hươu cũng được đơn giản hóa và ngắn hơn, thường ngắn hơn 80 cm (31 in) về chiều dài. Lông chúng có màu nâu. Tuổi thọ trung bình là từ 13-14 năm. Con đực đạt độ cao từ 86–110 cm (34–43 in) và trọng lượng 100–110 kg (220-240 lb), trong khi con cái có kích cỡ đo từ 80–90 cm (31–35 in) và trọng lượng 80 kg (180 lb).

## Sinh sản
Các phân loài thành thục lúc 2 tuổi. Cuộc giao phối kéo dài từ tháng Tám đến tháng 11 và có thể liên quan đến cuộc chiến sinh tử này những trận tranh giành quyết liệt của các con đực để độc chiếm con cái. Những con đực chiếm ưu thế cuối cùng sẽ kiểm soát hầu hết các con cái trưởng thành, thường là một chục con cái trên mỗi cá thể đực. Sau khi mang thai khoảng năm tháng, những con cái ẩn mình trong bụi (thảm thực vật dày đặc) để chuẩn bị sinh nở, thường là một sinh duy nhất một con cho mỗi con cái. Con đực rời khỏi nhóm mẫu hệ sau thời kỳ sinh sản.

## Phân bố
Hươu đỏ Corsica là một loài được du nhập, mang tới quần đảo khoảng 8000 năm trước đây. Ngày nay nó được nuôi trong Parc Naturel Regional de Corse, trong đó bao gồm gần 40 phần trăm của hòn đảo, và cũng có thể sống trong môi trường hoang dã ở khu bảo tồn trên cả hai quần đảo này. Các phân loài của nó từ đảo Corsica, từ nơi nó được tuy nhiên tuyệt chủng trong năm 1970.
Tại thời điểm đó, ít hơn 250 loài động vật vẫn còn tồn tại trên phố được bảo vệ và kế hoạch đã được xây dựng cho một chuyển hướng về Corsica. Đợt nuôi trên đảo thứ hai bắt đầu vào năm 1985 và dân số tăng từ 13 thành viên để có 186 loài động vật nuôi nhốt. Đợt cuối cùng có thể bắt đầu vào năm 1998, và đến năm 2007, dân số hươu Corsica là khoảng 250 cá thể với tổng số khoảng 1.000 cho phân loài mà do đó đã được hạ xuống để sắp bị đe dọa trong Danh sách đỏ của IUCN.